# マリオ・ヴェンツァーゴ
マリオ・フェンツァーゴ（Mario Venzago, 1948年7月1日 - ）は、スイスの指揮者。

## 経歴
チューリヒの生まれ。５歳からピアノを弾き、地元の音楽院と大学でエーリヒ・シュミットらの薫陶を受けた。その後ウィーン国立音楽大学でハンス・スワロフスキーに指揮法を学んだが、しばらくはスイス・イタリア語放送のピアニストとして活動した。
1978年からヴィンタートゥール市管弦楽団で指揮活動を始め、1986年から1989年までハイデルベルク歌劇場の音楽監督とブレーメン・ドイツ室内フィルハーモニー管弦楽団の首席指揮者を務めた。1991年から1994年までグラーツ・フィルハーモニー管弦楽団及びグラーツ歌劇場の首席指揮者、1997年から2003年までバーゼル交響楽団の首席指揮者、1999年から2002年までバスク国立管弦楽団の首席指揮者、2000年から2003年までボルティモア夏季音楽祭の芸術監督、2002年から2009年までインディアナポリス交響楽団の首席指揮者、2004年から2007年までエーテボリ交響楽団の首席指揮者、2010年から2021年までベルン交響楽団の首席指揮者を務めた。

## 註
1. ↑  Naxos